# Dcraw
dcraw – otwarty program pracujący w trybie tekstowym, którego zadaniem jest konwersja (także wsadowa) surowych plików graficznych, tworzonych przez niektóre cyfrowe aparaty fotograficzne, do formatu PPM oraz TIFF. 
Program pracuje w trybie tekstowym.